# Escut de Collsuspina
L'escut oficial de Collsuspina té el següent blasonament:
Escut caironat: de sinople, un coll d'or movent de la punta sobremuntat d'una mata d'espina d'argent. Per timbre una corona mural de poble.

## Història
Va ser aprovat el 26 de maig de 1988 i publicat al DOGC el 20 de juny del mateix any amb el número 1007.
El coll amb l'espina al damunt són senyals parlants referits al nom del poble; de fet, la localitat va néixer al llarg del camí ral de Vic a Manresa, prop del coll de l'Espina.